# La Danse des ours polaires
Ne doit pas être confondu avec Danse de l'ours.
Pour plus de détails, voir Fiche technique et Distribution.
La Danse des ours polaires (Lad isbjørnene danse) est un film danois réalisé par Birger Larsen, sorti en 1990.

## Fiche technique
- Titre : La Danse des ours polaires
- Titre original : Lad isbjørnene danse
- Réalisation : Birger Larsen
- Scénario : Jonas Cornell et Birger Larsen d'après un roman d'Ulf Stark
- Musique : Frans Bak
- Photographie : Björn Blixt
- Montage : Birger Møller Jensen
- Production : Mads Egmont Christensen
- Société de production : Danmarks Radio et Metronome Productions
- Pays de production :  Danemark
- Genre : Drame
- Durée : 89 minutes
- Date de sortie : 
  - Danemark : 5 février 1990

## Distribution
- Anders Schoubye : Lasse
- Tommy Kenter : Far
- Birthe Neumann : Mor
- Paul Hüttel : Hilding
- Laura Drasbæk : Lollo
- Hakim Bellmann Jacobsen : Gubbi
- Kristine Horn : Tina

## Distinctions
Le film a remporté plusieurs prix au Danemark.
- Roberts :
  - Meilleur film
  - Meilleur acteur pour Tommy Kenter
- Bodil :
  - Meilleur film
  - Meilleur acteur pour Tommy Kenter